# Chirotica maculipennis
Chirotica maculipennis là một loài tò vò trong họ Ichneumonidae.